# Kevin Sydney
Kevin Sydney è un personaggio dei fumetti Marvel Comics. Creato da Roy Thomas e Werner Roth, è apparso per la prima volta in X-Men 35 (agosto 1967) con il nome in codice di Changeling.
Successivamente il personaggio fu rielaborato con il nome in codice di Morph per la serie animata Insuperabili X-Men. Con questo nome è apparso poi in Exiles e in Era di Apocalisse, che sono però ambientati in realtà alternative, e nella mini-serie Marvel: The Lost Generation.

## Storia editoriale
Changeling debutta come antagonista degli X-Men, in quanto è il leader dell'organizzazione criminale Fattore Tre. In seguito Xavier, all'insaputa dei suoi studenti, gli chiede di assumere le sue sembianze e sostituirlo alla guida degli X-Men. Durante uno scontro verrà ferito a morte, e solo successivamente gli X-Men scopriranno che non si trattava del loro mentore ma appunto, di Changeling. Nonostante la sua morte Changeling riappare in forma di fantasma in Excalibur e in Sensational She-Hulk.

## Versioni alternative

### Exiles
Morph, il cui vero nome è Kevin Sydney, è un mutante con una struttura fisica malleabile tanto da venir definito "una poltiglia bianca che gridava come un bambino e si agitava come argento vivo". Fin da piccolo riusciva ad assumere la forma di un comunissimo ragazzino cosa che rendeva più felici i propri genitori. Sua madre morì di cancro ai polmoni quando il mutante aveva solo 13 anni. Dopo quell'avvenimento suo padre si richiuse in se stesso e Morph, burlone di natura, cercò di tirarlo su ottenendo solo l'effetto contrario: alla fine il padre decise di mandarlo alla scuola Xavier per giovani dotati dove ottenne una laurea in ingegneria elettronica.
Allo Xavier Institute ricevette il nome in codice Morph e venne messo a capo della squadra dei Nuovi Mutanti, per poi diventare uno stimato membro dei Vendicatori dopodiché venne a fare parte della formazione originale del gruppo degli Exiles nel quale militò a lungo. Durante la sua permanenza nel team, si innamorò di una Sole Ardente femmina proveniente da una realtà alternativa. Quando si venne a sapere che lei era omosessuale, Morph decise di restarle amico.
Recentemente, dopo aver riportato il mutante Becco nella propria realtà (Terra-616), Morph e gli Exiles hanno per errore lasciato libero di vagare di realtà in realtà il pericoloso mutante Proteus che stava cercando di trovare il migliore corpo possibile visto che il suo si stava deteriorando a causa della sua mutazione. Dopo un lungo inseguimento, Proteus ha preso possesso del corpo di Morph, scoprendo che era perfetto, in quanto non si sarebbe mai deteriorato.
Il resto del gruppo, seguendo un piano di Blink, condizionò mentalmente Proteus, facendogli credere di essere Morph così che il malvagio mutante si ritrovò prigioniero di un corpo duraturo.

## Poteri e abilità
Il potere principale di Kevin è quello di poter cambiare aspetto in quello di qualunque persona, indipendentemente dalla sua stazza. Se si trasforma in un mutante, acquista anche alcune delle sue capacità (ad esempio, trasformandosi in Warren Wortinghton, può volare come lui grazie alle ali dietro la sua schiena); inoltre è molto portato per i lavori di elettronica, il che fa capire che ha una grande intelligenza in questo campo. Oltre a ciò, grazie alla sua mutazione, il suo metabolismo è più veloce di quello di un normale essere umano, il quale non lo fa ingrassare e lo rende anche immune alle malattie. Ha anche lievi capacità telepatiche, ed è in grado di levitare, ma non di volare.